# Église de la Transfiguration de Šapine
Pour les articles homonymes, voir Église de la Transfiguration.
L'église de la Transfiguration de Šapine (en serbe cyrillique : Црква Светог Преображења у Шапинама ; en serbe latin : Crkva Svetog Preobraženja u Šapinama) est une église orthodoxe serbe située à Šapine, dans la municipalité de Malo Crniće et dans le district de Braničevo en Serbie. Elle est inscrite sur la liste des monuments culturels protégés de la république de Serbie (identifiant no SK 1722).

## Présentation
Située au centre du village, l'église a été construite dans les années 1850.
Elle est constituée d'une nef unique prolongée par une abside à l'est et par deux absidioles latérales dans la zone de l'autel ; la nef est précédée par un narthex à l'ouest et la façade occidentale est dominée par un clocher. L'édifice a été construit selon la technique des colombages avec un remplissage composite composé de boue, de briques et de morceaux de tuiles ; les murs sont enduits de mortier et blanchis. Les façades sont dépourvues de décoration, à l'exception d'une corniche qui court au-dessous du toit.
À l'intérieur, l'iconostase en bois abrite trente-quatre icônes réalisées en 1870-1871 par un peintre relativement peu habile. L'église abrite d'autres icônes ainsi que des livres et des objets liturgiques ; une icône de grande valeur artistique représente une Mère de Dieu avec le Christ Enfant qui a été peinte en 1767 par un artiste du sud ; cette icône a été classée parmi les monuments culturels dès 1969.
Dans la cour de l'église, un monument a été érigé en 1921 en l'honneur des soldats de la région morts dans les guerres de libération de la Serbie entre 1912 et 1918 ; il prend la forme d'un obélisque en marbre blanc de Venčac.